# Chris Womersley
Chris Womersley, né en 1968 à Melbourne, en Australie, est un écrivain australien, auteur de roman policier.

## Biographie
Il fait d'abord carrière comme journaliste pour la radio australienne et voyage à travers le monde.
En 2007, il publie son premier roman, The Low Road, avec lequel il est finaliste du Prix Ned Kelly 2008. Avec Bereft, paru en 2011, il est à nouveau finaliste du prix Ned Kelly et finaliste du Gold Dagger Award 2012.

## Œuvre

### Romans
- The Low Road (2007) Publié en français sous le titre La Mauvaise Pente, Paris, Éditions Albin Michel, coll. « Les Grandes Traductions », 2014  (ISBN 978-2-226-25811-3)
- Bereft (2011) Publié en français sous le titre Les Affligés, Paris, Éditions Albin Michel, coll. « Les Grandes Traductions », 2012  (ISBN 978-2-226-24146-7) ; réédition, Paris, J'ai lu no 10730 (2014)  (ISBN 978-2-290-07290-5)
- Cairo (2014) Publié en français sous le titre La Compagnie des artistes, Paris, Éditions Albin Michel, coll. « Les Grandes Traductions », 2016  (ISBN 978-2-226-32589-1)

### Nouvelles
- Men and Woman (1998)
- The Shed (2006)
- The Vessel (2007)
- Growing Pains (2007)
- The Possibility of Water (2008)
- What the Darkness Said (2008)
- The Age of Terror (2009)
- The Other Side of Silence (2009)
- The Very Edge of Things (2009)
- Theories of Relativity (2010)
- A Lovely and Terrible Thing (2011)
- Where there’s Smoke (2011)
- The Middle of Nowhere (2011)
- The Mare’s Nest (2014)
- Headful of Bees (2015)

### Essai
- No Place Like Home (2010)

## Prix et distinctions

### Nominations
- Prix Ned Kelly 2008 du meilleur premier roman pour The Low Road[1]
- Prix Ned Kelly 2011 du meilleur roman pour Bereft[1]
- Gold Dagger Award 2012 pour Bereft[2]